# Teagueia rex
Teagueia rex là một loài thực vật có hoa trong họ Lan. Loài này được (Luer & R.Escobar) O.Gruss & M.Wolff mô tả khoa học đầu tiên năm 2007.